# Iota d'Orió
Iota d'Orió (ι Orionis) és un sistema estel·lar múltiple a la constel·lació d'Orió. És el vuitè membre més brillant de la constel·lació i el més brillant dels que conformen l'espasa d'Orió, amb magnitud aparent +2,75. El component principal, Iota d'Orió Aa1, s'anomena oficialment Hatysa. Tradicionalment el sistema també és conegut pel nom àrab Na’ir al Saif, que significa precisament «la brillant de l'espasa».
Situat a una incerta distància de 1.300 anys llum —però que pot arribar a ser de fins a 2.000 anys llum—, Hatysa és un gegant blau de tipus espectral O9III molt calent. Amb una temperatura efectiva de 31.500 K, 25.000 K més calent que el Sol.
Hatysa és, a més, una estrella binària espectroscòpica. Al costat del gegant blau, amb un període orbital de només 29 dies, es mou un estel blanc-blavós de tipus B1 en una òrbita molt excèntrica que fa que la separació entre els dos estels oscil·li entre 0,11 i 0,8 ua. La gran excentricitat del sistema pot explicar-se sobre la base de dos estels fugitius de tipus espectral gairebé idèntic, AE del Cotxer i Mi de la Coloma. El càlcul de les trajectòries dels estels suggereix que fa 2,5 milions d'anys, una trobada propera entre dos sistemes binaris va resultar en l'expulsió a gran velocitat de dos dels estels —AE del Cotxer i Mi de la Coloma— mentre que els altres dos van aconseguir romandre units en una òrbita molt excèntrica.
Altres dos estels molt més allunyats, a 50 i 11 segons d'arc, completen el sistema estel·lar de Iota d'Orió.